# Трапезити
Трапези́ти — міняйли, банкіри Стародавньої Греції. Більшість з них за походженням були іноземцями і рабами, які ставали вільновідпущениками, а згодом і громадянами. Характерною особливістю ведення банківських операцій був низький розвиток їх юридичного оформлення. В суді багато важили репутація та слово банкіра, а також зізнання свідків.
Трапезити обмінювали монети, приймали вклади (процентні і безпроцентні), проводили безготівкові розрахунки, надавали кредити під заставу рухомого і нерухомого майна. Найбільш ризикованими, але найбільш прибутковими, були морські позики. Середній процент за кредитами становив 10-20%.
Держава не втручалася в діяльність трапез, майже не регулювала розмір процентів та не обслуговувалася в приватних банкірів. Державними банками були храми. Вони залучали вклади, які потім не могли використовуватися в обороті, надавали довгострокові кредити, проводили операції з державними коштами.